# Benoît Peschier
Benoît Peschier (n. 21 mai 1980, Guilherand, Rhône-Alpes, Franța) este un caiacist ce a reprezentat Franța, medaliat olimpic. A participat la o ediție a Jocurilor Olimpice (2004) în care a câștigat o medalie de aur.

## Participări
Lista de mai jos prezintă principalele competiții la care a participat Benoît Peschier de-a lungul carierei.
- canoeing at the 2004 Summer Olympics – men's slalom K-1[*]